# ساردوری دوم

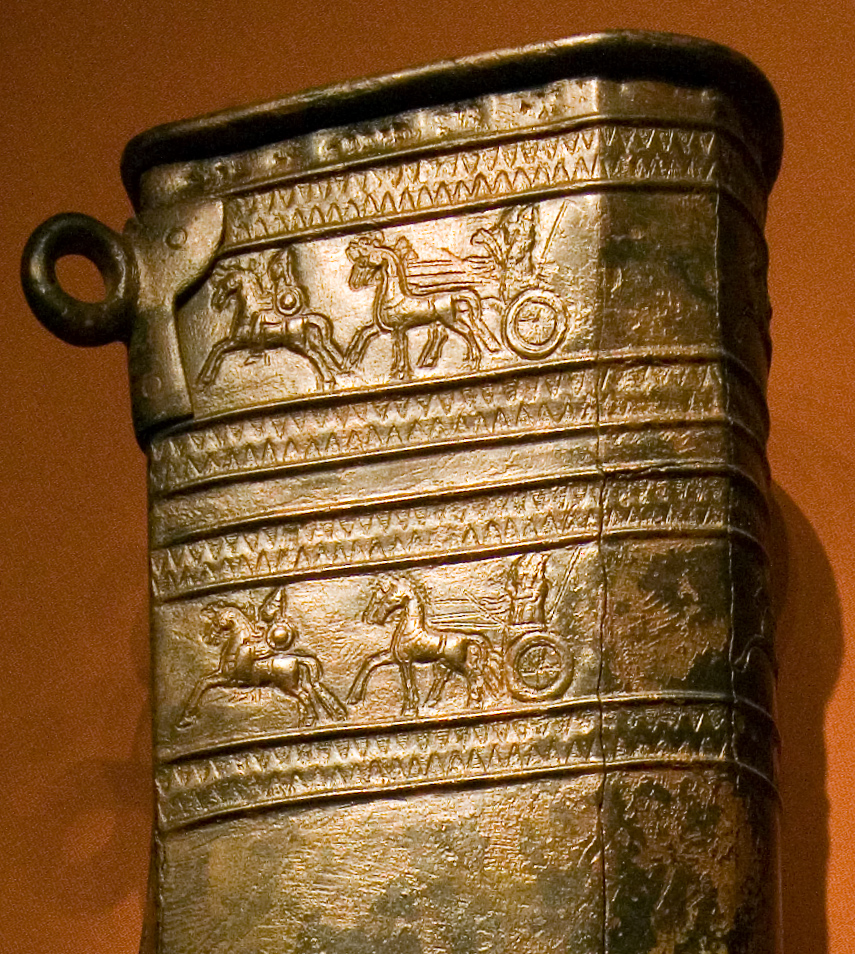

ساردوری دوم جانشین آرگیشتی یکم در دههٔ پنجم قرن هشتم بر تخت سلطنت کشور اورارتو جلوس نمود. در زمان وی سرزمین ماننا یا بخشی از اراضی دریاچه ارومیه بویژه قسمت شمالی آن تحت انقیاد شاهان اورارتو قرار داشت. به رغم لشکرکشی‌های خانمان برانداز آرگیشتی یکم دو حملهٔ دیگر توسط ساردوری دوم انجام گرفت اما اورارتوییان دیگر نتوانستند سرزمین ماننا را کاملاً و به‌طور قطع مطیع و منقاد خویش سازند.

## استیلای موقت بر ماننا
ماننا در پایان حکومت آرگیشتی یکم کاملاً تابع اورارتو شد زیرا که ساردوری دوم پسر آرگیشتی باری دیگر به نامار در سال - ۷۵۰ پ. م. - لشکر کشید و حمله به نامار مستلزم این بود که از اراضی ماننا عبور نماید. شاید نیرومندی مجدد ماننا با ضعف موقعیت اورارتو و تقویت آشور که مقارن با سلطنت تیگلت پیلسر سوم پادشاه قدرتمند آشور بود، مربوط باشد. این پادشاه، چنانکه اسناد گواهی می‌دهند در طی نخستین لشکرکشی خویش علیه ماد با ماننا تماس عملیاتی داشت.
به نظر می رسد که ساردوری دوم در همان سال با ماننا - در خاک ماننا - پیکار کرد و چنانکه در سالنامه‌ها مذکور است پس از اشغال دژ داربو آن سرزمین را به خاک اورارتو منظم ساخت. اما بعد نفوذ ماننا به هر تقدیر بر نقاط دور دست جنوب و محتملا به ماوراء ناحیهٔ مسیر رود جغتو بسط یافت. و اینکه لشکرکشی ساردوری دوم به نامار رسماً لشکرکشی به ماننا خوانده شد نیز حاکی از بسط ماننا به نواحی مزبور است. لشکرکشی‌های اورارتوییان علیه ماننا بعدها بر اثر شکستی که از طرف تیگلت پیلسر سوم پادشاه آشور در سال - ۷۴۳ پ. م. - به آنان وارد کرد، متوقف گشت.

## اوشکایا
اوشکایا - اسکو ی کنونی در دامنهٔ غربی سهند - که قلعهٔ مرزی اورارتو با ماننا بود و محتملا در عهد ساردوری دوم هنگام تسخیر ناحیهٔ سوبی واقع در کرانهٔ شرقی دریاچه اورمیه ساخته شد.

## منایع
- ای. م. دیاکونوف. تاریخ ماد. ترجمه کریم کشاورز. انتشارات: شرکت انتشارات علمی و فرهنگی. تهران ۱۳۸۰. شابک ‎۹۶۴−۴۴۵−۱۰۶−۶
- Սարդուրի 2-րդ: Չորս ծովերի տերություն at  Armin.am